# توماس لویان
توماس لویان (انگلیسی: Tomás Luján؛ زادهٔ ۲۸ ژانویهٔ ۲۰۰۰) بازیکن فوتبال است.